# 福島県道256号井手長塚線
福島県道256号井手長塚線（ふくしまけんどう256ごう いでながつかせん）は、福島県双葉郡浪江町から双葉町に至る一般県道である。

## 路線概要
- 起点：双葉郡浪江町大字井手字下原
- 終点：双葉郡双葉町大字長塚字寺内前
- 総延長：5.950km[1]
  - 実延長：総延長に同じ
- 路線認定年月日：1959年8月31日[2]

### 新道・バイパス
復興シンボル軸
- 起点：双葉郡双葉町長塚字下羽鳥
- 終点：双葉郡双葉町長塚字町東（国道6号交点）
- 延長：800m（全体延長2,900m）
- 幅員：14.0m（2車線）

常磐自動車道常磐双葉インターチェンジと双葉町中心部、更に福島県道254号長塚請戸浪江線を介して2011年3月11日に発生した東日本大震災に伴う津波被害からの復興を進めている沿岸部との円滑な連絡のために、復興シンボル軸として両県道の整備が2016年度より事業化され、2018年11月27日に起工式が行われた。総延長2,900mのうち当県道部は長塚地内の800mであり、現道拡幅部分と現道から分岐する町道を活用した新道建設部分で構成される。新たに長塚跨線橋が建設され、JR常磐線と立体交差している。長塚跨線橋は2025年8月1日に開通した。

## 通過する自治体
- 双葉郡浪江町 - 双葉町

## 接続・交差する道路
- 浪江町内
  - 福島県道253号落合浪江線（井手字下原 起点）
- 双葉町内
  - E6常磐自動車道（寺沢字唐沢 常磐双葉インターチェンジ）
  - 国道6号・福島県道254号長塚請戸浪江線（長塚字寺内前（寺内前交差点） 終点）

## 沿線
- 天照御魂神社
- JR常磐線 双葉駅